# Ла-Нёвиль-Уссе
Ла-Нёви́ль-Уссе́ (фр. La Neuville-Housset) — коммуна во Франции, находится в регионе Пикардия. Департамент коммуны — Эна. Входит в состав кантона Марль. Округ коммуны — Вервен.
Код INSEE коммуны — 02547.

## Население
Население коммуны на 2010 год составляло 63 человека.
| 1962 | 1968 | 1975 | 1982 | 1990 | 1999 | 2010 |
| ---- | ---- | ---- | ---- | ---- | ---- | ---- |
| 120  | 95   | 62   | 66   | 63   | 50   | 63   |

## Экономика
В 2010 году среди 37 человек трудоспособного возраста (15—64 лет) 22 были экономически активными, 15 — неактивными (показатель активности — 59,5 %, в 1999 году было 67,6 %). Из 22 активных жителей работали 18 человек (10 мужчин и 8 женщин), безработных было 4 (3 мужчин и 1 женщина). Среди 15 неактивных 7 человек были учениками или студентами, 2 — пенсионерами, 6 были неактивными по другим причинам.